# Tarmo Uusivirta
Tarmo Tapani Uusivirta, detto Tare (Jyväskylä, 5 febbraio 1957 – Jyväskylä, 13 dicembre 1999), è stato un pugile finlandese.

## Palmarès

### Mondiali dilettanti
- 2 medaglie:
  - 2 argenti (Belgrado 1978 nei pesi medi; Monaco di Baviera 1982 nei pesi medi)

### Europei dilettanti
- 1 medaglia:
  - 1 oro (Colonia 1979 nei pesi medi)